# Станично-Луганський краєзнавчий музей
Станично-Луганський краєзнавчий музей — музей у селищі Станиця Луганська.

## Історія
Відкритий 1 вересня 1988 року в будівлі, яку збудували як допоміжне приміщення для сусідньої школи. Спочатку в музеї була створена виставка, присвячена 300-річчю смт. Станично-Луганське, а в 1993 році — експозиція смт. Станично-Луганське, а раніше містечко Луганський — споконвічне місце проживання донських козаків, тому в експозиції розташованої у двох залах музею проводяться екскурсії з історії Станиці Луганської, історії, життя й побуту дінських козаків.
В 1999 році на першому поверсі була відкрита постійно діюча виставка Миколи Васильовича Можаєва — скульптора, заслуженого художника України, лауреата Російської премії ім. М. Шолохова. М. В. Можаєв — автор скульптурних пам'ятників «Нескорені» (м. Краснодон), «Визволителям» (Сіверодонецьк, Лисичанськ), першовідкривачеві вугілля в Донбасі Григорію Капустіну, отаманові Війська Донського Кіндрату Булавіну, пам'ятного знаку «Слово о полку Ігоревім», відкритого 12 вересня 2003 р. поблизу Станиці Луганської.
У червні 2007 року в музеї було відкрито експозицію «Наші земляки — учасники Великої Вітчизняної війни».
Під час військових дій 2014 року в музей влучив снаряд, внаслідок чого був пошкоджений дах, протягом 2014-2015 років в будівлі кілька разів вибивало вікна. Влітку 2014 року в бомбосховищі, яке знаходиться під музеєм, переховувалися місцеві мешканці під час обстрілів, працівниці музею перенесли до нього експонати. Протягом восьми місяців під час цих подій штат музею не отримував зарплат.
З 2015 року в музеї почався ремонт. Станом на 2018 рік він не закінчений, оскільки виділених коштів було недостатньо.

## Фонди
Основний фонд музею нараховує 1440 основного й 560 предметів науково-допоміжного фонду. Збирати експонати для музею допомагали школи Станично-Луганського району, Луганський клуб воєнно-історичної реконструкції «Дон», жителі району. Станично-Луганський краєзнавчий музей-відділ ЛОКМ у народі називають «Музеєм козацтва».

## Діяльність
У музеї ведеться науково-дослідна робота, вивчається історія населених пунктів нинішнього Станично-Луганського району, збираються експонати й документальні матеріали по історії краю, вивчаються культурні традиції місцевих козаків, записуються зразки усної народної творчості, обряди, пісні.
Поряд з оглядовими й тематичними екскурсіями, проводяться диспути на теми історії й культури, зустрічі ветеранів Великої Вітчизняної війни, ліквідаторів аварії на Чорнобильської АЕС, «афганців» з учнями шкіл селища, проходять фольклорні свята, зустрічі із творчими колективами, творчі вечори, організовуються персональні виставки самодіяльних художників.
10-11 жовтня 2007 року музей був базою для проведення регіональної конференції, присвяченої 300-річчю Булавинського повстання.
У 2009 році музей відвідали понад 7,5 тисяч осіб.
В 2018 році в музеї була художниками з ініціативи DE NE DE була відкрита виставка «Прядка, шабля і олень» у рамках проекту «Музей відкрито на ремонт».